# Шоу талантов
«Шо́у тала́нтов» (англ. talent show) — телевизионная передача, в которой любой желающий, вне зависимости от возраста или рода занятий, может продемонстрировать свои уникальные способности — спеть, станцевать, показать акробатический номер, продемонстрировать владение боевым искусством, а также другие действия.

## Описание
Обычно большинство выступающих в таких передачах являются любителями. Как правило, все участники оцениваются судьями, а лучший, по их мнению, участник награждается либо денежным, либо иным призом.
Одним из самых первых представителей данного жанра передач советского телевидения можно считать программу Александра Маслякова «Алло, мы ищем таланты!». Именно эта программа стала прототипом российского конкурса «Минута славы» — лицензионного аналога британского шоу Саймона Ковелла «Britain’s Got Talent» («В Британии есть таланты»).
Особый интерес к этому жанру пришёл во второй половине 2000-х годов, после появления американского телешоу Саймона Ковелла «В Америке есть таланты» (англ. America’s Got Talent). Передача стала настолько успешной, что во многих странах появились её аналоги. Например, украинская версия данной передачи «У Украины есть талант» стала одной из самых популярных программ украинского телевидения — её посмотрело больше 14 миллионов человек. Успешно выпущено семь сезонов.

## Отдельные виды
Немного позже появились программы, предназначенные для показа более конкретных конкурсов — вокальных и танцевальных. Ярким примером вокального талант-шоу является британский проект «The X Factor».

В 2010 году появился российский пример талант-шоу, отдельно предназначенный для выступлений пародистов — проводимый на Украине фестиваль «Большая разница», организованный украинцем Александром Цекало в Одессе.

## Дальнейшая судьба участников
Многие участники шоу талантов в дальнейшем становились знаменитыми и любимыми артистами. Так случилось с шотландской певицей Сьюзан Бойл, которая стала известной именно благодаря участию в талант-шоу — до выступления она была обычной домохозяйкой, а шоу «Britain’s Got Talent» принесло ей мировую известность. Известная художница, работающая в жанре песочной анимации, Ксения Симонова, также стала известной благодаря украинскому талант-шоу «Україна має талант („У Украины есть талант“) — 2009». Многие другие участники в результате выступления становились интернет-звёздами, например Максим Доши, Оксана Самойлова, Александр Пистолетов, Нина Зубко.